# Neoperla reedi
Neoperla reedi és una espècie d'insecte plecòpter pertanyent a la família dels pèrlids.